# Anders Fridén
Anders Fridén er forsanger for det svenske band In Flames. Fridén var oprindeligt forsanger for et andet svensk melodeath band kaldet Dark Tranquillity. Da forsangeren Mikael Stanne forlod In Flames til fordel for Dark Tranquillity byttede Fridén og Stanne plads så Fridén endte som In Flames nye forsanger.
Anders har også sunget i et andet band kendt som Ceremonial Oath og har samtidig haft mange andre sideprojekter. Men da In Flames begyndte at få succes droppede han de andre projekter på grund af manglende tid.
Anders Fridén har en datter ved navn Agnes som han har fået med sin kæreste Helena Lindsjö. Anders er kendt for at se mange DVD film. Hans favorit citat er: "Den med flest DVD når du dør vinder."
Hans look efter albmumet Reroute to Remain ændrede sig pludseligt. Han lod sit skæg vokse og fik sat sit hår i dreadlocks. Hans sangstil ændrede sig også hvilket kan høres tydeligt på de to seneste album.

## Sangskrivning
På de ældre album som Whoracle, skrev Niklas Sundin lyrikkerne. Anders skrev de første sanglyrikker på Colony albummet først på svensk og derefter blev de oversat til engelsk. Da albummet blev udgivet havde Fridéns erfaring i engelsk vokset så meget, at han kunne skrive lyrikkerne på egen hånd. Det betød, at indholdet gik fra at handle om astrologi og fantasi til mere personlige ting som depression.
Ud over at være vokalist er Anders Fridén også producer for bands som den tyske gruppe Caliban.